# Владимир (Ужинский)
Архиепископ Владимир (в миру Василий Кононович Ужинский; 22 марта 1777, Ужинский погост, Валдайский уезд, Новгородская губерния — 16 [28] декабря 1855, Свияжск, Казанская губерния) — епископ Русской православной церкви, архиепископ Казанский и Свияжский.

## Биография
Родился 22 марта 1777 года с семье причётника Конона Ананьева.
Окончил Валдайское духовное училище. С 1790 года обучался в Новгородской семинарии; в связи с закрытием в ней старших классов переведён в 1792 году в Санкт-Петербург, в Александро-Невскую Главную семинарию, в 1797 году преобразованную в академию. В 1800 году Ужинский вернулся в восстановленную в полном объёме классов Новгородскую семинарию. Окончил обучение в 1803 году, но уже с 1800 года начал преподавать в семинарии.
26 мая 1807 года епископом Старорусским Евгением (Болховитиновым) был пострижен в монашество. 16 июня рукоположен во диакона, 1 декабря — во иерея.
С 7 февраля 1808 года — префект семинарии, с 19 июня 1809 года — ректор Новгородских духовных училищ.
30 мая 1811 года возведён во игумена Деревяницкого Воскресенского монастыря Новгородской епархии.
5 ноября того же года переведён настоятелем в Антониев монастырь в сане архимандрита.
С 23 марта 1812 года ректор Новгородской духовной семинарии.
В августе 1814 года Комиссией духовных училищ удостоен звания профессора богословия.
С 7 марта 1816 года — настоятель Иверского монастыря.
10 марта 1819 года переведён в Юрьев монастырь.
11 мая 1819 года хиротонисан во епископа Ревельского, викария Санкт-Петербургской епархии.
17 сентября 1819 года награждён орденом Святой Анны 1-й степени.
Критически относился к активной в те годы деятельности Российского Библейского общества и его президента министра духовных дел и народного просвещения кн. А. Н. Голицына.
С 12 апреля 1822 года — епископ Курский и Белгородский.
15 марта 1828 года вызван из Белгорода (в то время центр Курской епархии) в Санкт-Петербург для присутствия в Синоде, пробыл в столице 2,5 года.
28 марта 1831 года возведён в сан архиепископа Черниговского и Нежинского.
В Чернигове проявил себя как строгий администратор, завершил архиерейское расследование ряда дел о недостойном поведении священно- и церковнослужителей, в результате которого многие клирики были лишены сана и отданы в солдаты. Ежегодно совершал длительные поездки по епархии (кроме 1833, когда был тяжело болен), во время которых часто служил и проповедовал, полемизировал со старообрядцами; запретил сборы с духовенства на подарки архиерею при посещении им приходов.
С 19 сентября 1836 года — архиепископ Казанский и Свияжский.
Сыграл большую роль в организации Казанской духовной академии, открывшейся в 1842 году в Спасо-Преображенском монастыре в кремле. Архиерей многое сделал для материального обеспечения академии, для её строительства в 1844—1848 годы, принимал активное участие в учебной деятельности.
1 марта 1848 года по собственному прошению уволен на покой в Свияжский Богородицкий монастырь.
Скончался 16 декабря 1855 года. Отпевание совершил епископ Чебоксарский Никодим (Казанцев). Погребён в пристрое к Никольскому храму Свияжского монастыря, около могилы святителя Германа, архиепископа Казанского.